# LGBT-Tourismus

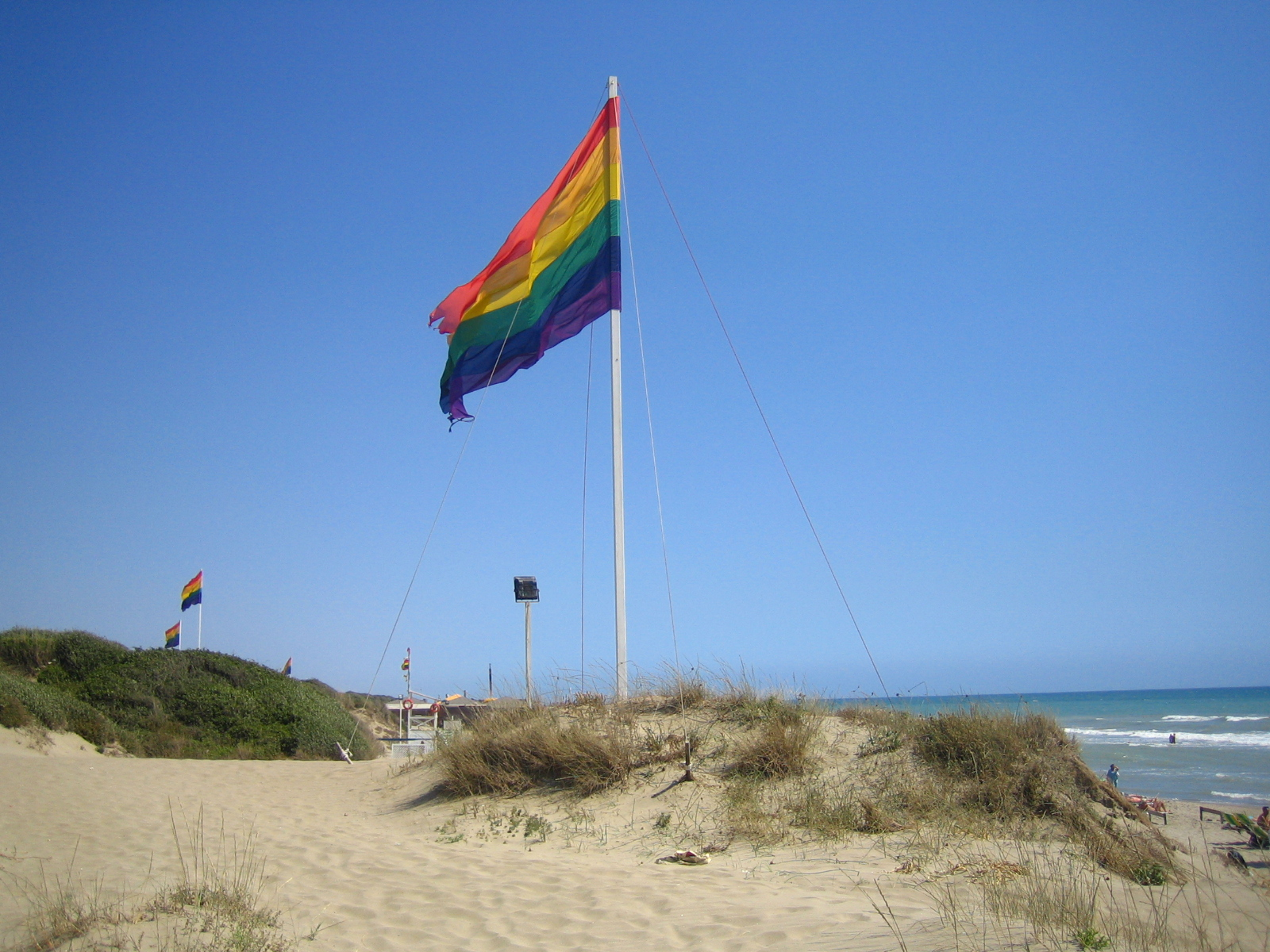
Regenbogenfahnen am Strand von Lido di Ostia in Italien

LGBT-Tourismus (oder auch als rosa Tourismus genannt) bezeichnet die Segmentierung von Reisenden, die sich öffentlich als lesbisch, schwul, bisexuell oder transsexuell identifizieren, sowie das umfassende touristische Angebot, das speziell für diese Zielgruppe entwickelt wurde. Die von dieser Tourismusform eingerichteten Bereiche sind vielfältig und umfassen unter anderem die Hotelbranche, Wellness, Reisebüros, Periodika, den touristischen Transport, Freizeit- und Unterhaltungsangebote sowie gastronomische Einrichtungen. Die Identifizierung dieser Zielgruppe trägt zur Erstellung von Marktstudien und umfassenden Wirtschaftsanalysen bei und unterstützt die Entwicklung spezialisierter Dienstleistungen im privaten Sektor sowie die entsprechenden öffentlichen Maßnahmen im öffentlichen Sektor.

## Beschreibung

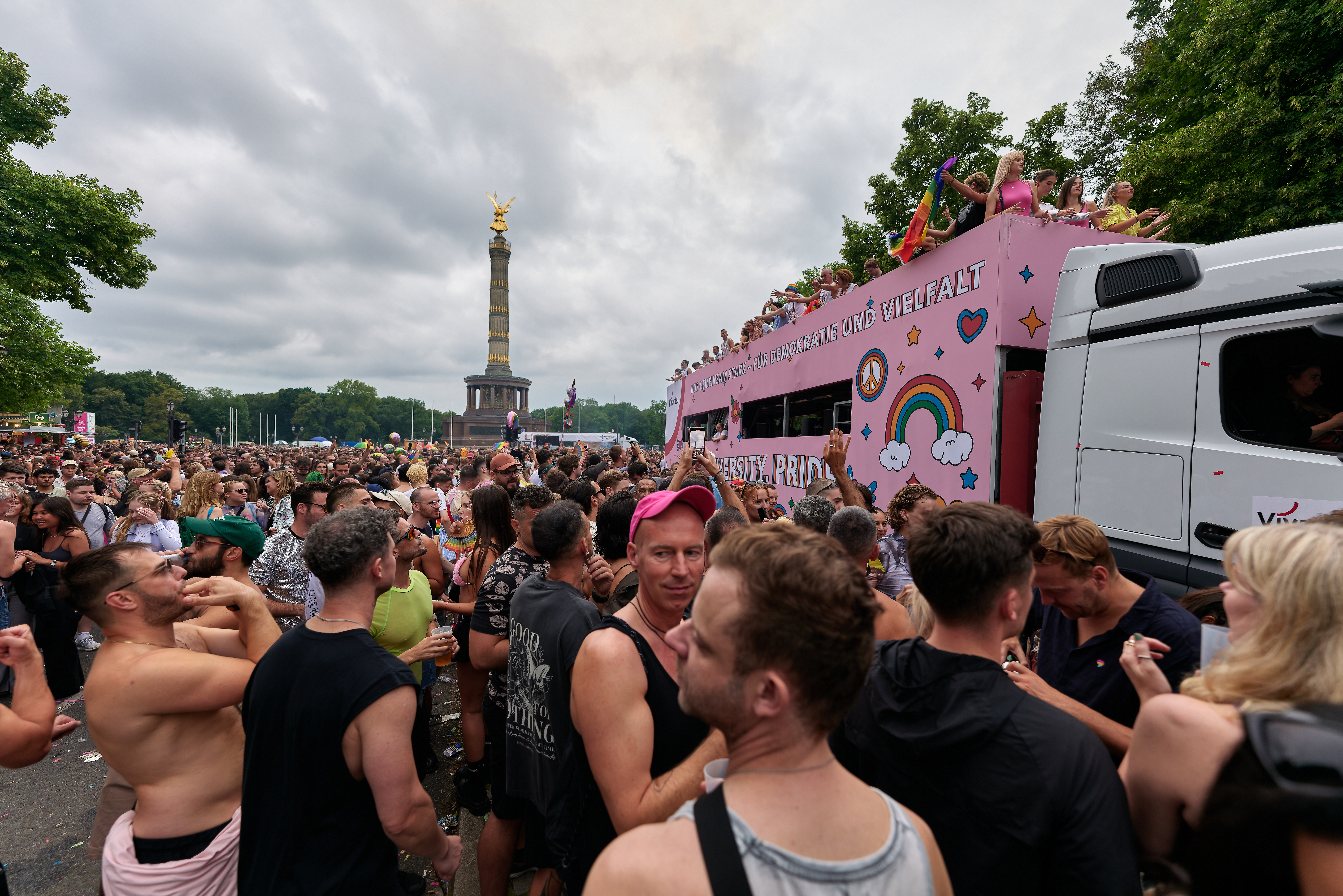
Veranstaltungen wie der Christopher Street Day (CSD) ziehen jährlich zahlreiche Touristen an

Der Schwulentourismus, definiert als touristisches Angebot, das sich speziell an homosexuelle Männer richtet, hat sich weltweit als Vorreiter in dieser Branche etabliert. Seit 1970 bietet der Spartacus International Gay Guide jährlich einen umfassenden Reiseführer für schwule Männer an. Angebote, die auf ein homosexuelles Publikum abgestimmt sind, entstanden zwischen dem späten 20. und dem frühen 21. Jahrhundert in westlichen Industrienationen, insbesondere in den Vereinigten Staaten, Kanada und Westeuropa, und erweiterten sich anschließend auf andere Länder und Regionen der Welt. Scandinavian Airlines System (SAS) war die erste Fluggesellschaft der Welt, die ein exklusives Reiseprogramm für LGBT-Passagiere anbot. Darüber hinaus wurde 2010 in einem ihrer Flugzeuge die erste gleichgeschlechtliche Hochzeit in der Luft gefeiert. In der Schifffahrt haben Kreuzfahrtschiffe Reiserouten für schwule Passagiere und sogar ganze Schiffe für schwule Passagiere geschaffen.
LGBT-Touristen werden in der Regel in ihrer sexuellen Orientierung geoutet, obwohl dies nicht zwingend erforderlich ist. Orte, die eine hohe Toleranz hinsichtlich sozialer und religiöser Aspekte sowie rechtliche Freizügigkeit gegenüber Homosexualität aufweisen, ziehen häufiger die LGBT-Community an. Diese Umgebungen bieten den Besuchern ein höheres Maß an persönlicher Sicherheit und ermöglichen eine entspannende Atmosphäre, zum Nachteil der Länder, die homosexuelle Handlungen kriminalisieren und über keine Richtlinien zum Schutz vor Diskriminierung verfügen. Länder, in denen vermehrt Gewalt gegen LGBT-Personen gemeldet wird, werden für diese Marktnische weniger attraktiv. Um unangenehme Situationen für homosexuelle Gäste zu vermeiden, haben einige Unternehmen und Hotels begonnen, sich als „Gayfriendly“ zu bezeichnen. Dies bedeutet, dass sie ein einladendes Umfeld schaffen, in dem homosexuelle Personen willkommen sind und nicht aufgrund ihres Aussehens oder ihrer sexuellen Orientierung diskriminiert werden. Gäste haben die Freiheit, homoaffektive Beziehungen zu anderen Personen offen auszudrücken.
Die Kaufkraft gleichgeschlechtlicher Paare stellt aus wirtschaftlicher Perspektive einen bedeutenden Faktor im LGBT-Tourismus dar. Der Ausdruck „Zwei Einkommen, keine Kinder“ (engl. Double Income no Kids, DINK) beschreibt eine demographische Situation, die für Akteure im Tourismussektor von Interesse ist, insbesondere für diejenigen, die ihre Einnahmen durch die Anziehung zusätzlicher Besucher an einem bestimmten Standort steigern möchten.
Im Rahmen der Unterkategorien des LGBT-Tourismus werden Reisen zu Veranstaltungen der LGBT-Community erfasst, darunter Pride-Paraden, Festivals, schwule Schönheitswettbewerbe sowie sportliche Wettbewerbe, wie die Gay Games und die Outgames. Diese Aktivitäten richten sich sowohl an gleichgeschlechtliche Paare als auch an Alleinreisende und umfassen Besuche von Einrichtungen, die speziell für ein LGBT-Publikum konzipiert sind, wie beispielsweise Schwulensaunen, Bars und Strände. In einigen Fällen geht die Schaffung von Schwulen- und Lesbenvierteln mit der Entwicklung eines gezielten LGBT-Tourismus einher. Im Sextourismus, in Ländern, in denen Prostitution legal und reguliert ist, wird auch ein öffentliches Angebot für homosexuelle Kunden bereitgestellt.
Seit 2010 umfasst die Internationale Tourismus-Börse Berlin (ITB) das LGBT-Segment innerhalb ihrer Veranstaltung und positioniert sich damit als die weltweit größte Messe für diese Form des Tourismus.